# لارس بيرسون
لارس بيرسون (بالإنجليزية: Lars Pearson)‏ هو كاتب أمريكي، ولد في 1973 في آيوا في الولايات المتحدة.